# نواف البشري
نواف ناصر البشري، لاعب كرة قدم سعودي يلعب في نادي الحزم.

## مسيرة اللاعب
لعب في الفئات السنية في نادي الخلود و انضم إلى الفئات السنية في نادي الحزم في مطلع عام 2022 ووصل للفريق الأول في عام 2023.